# Libro de Enós

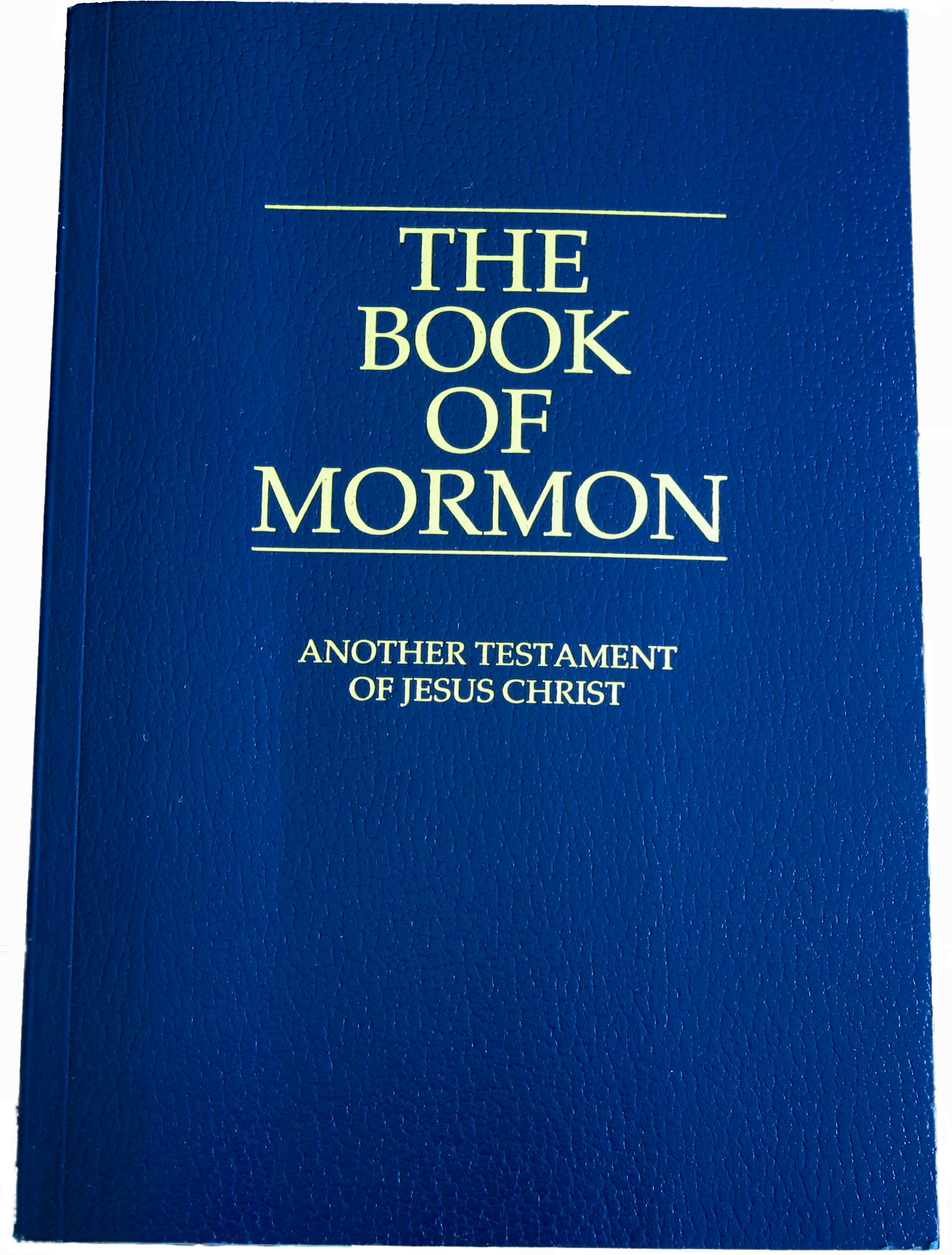
Libro de Mormon, del cual forma parte el libro de Enós.

El Libro de Enós (en inglés: Book of Enos), a veces denominado simplemente Enós, es el cuarto de la colección de textos llamada el Libro de Mormón. Se lo considera escrito por el profeta Enós, hijo o nieto del profeta Jacob, hijo de Lehi y hermano de Nefi, quien debió vivir en algún lugar de América hacia el siglo VI a. C. Originalmente redactado en egipcio reformado, fue traducido al inglés por José Smith, hijo. Según las creencias del movimiento de los Santos de los Últimos Días, todos los textos que forman el Libro de Mormón proceden de ciertas planchas de oro, enterradas en una colina del estado de Nueva York durante el siglo V, y que José Smith (h) declaró haber hallado por revelación divina. Dichas escrituras, también según el testimonio de Smith, son inaccesibles en la actualidad pues se encuentran en poder de un ángel. El Libro de Mormón forma parte de los textos canónicos de los Santos de los Últimos Días, quienes, por lo tanto, lo consideran parte de la revelación divina. Los autores que no pertenecen a este movimiento religioso sostienen, sin embargo, que José Smith fue el autor del Libro, basándose en material e ideas de su propio lugar y época; los Estados Unidos en la primera mitad del siglo XIX, durante el llamado: Segundo Gran Avivamiento.
El libro está compuesto por un solo capítulo que relata la conversión de Enós tras orar día y noche, seguido de su diálogo con el Señor. También anuncia la redención de los nefitas y sus enemigos, los lamanitas. El texto proporciona una descripción negativa de los lamanitas; un pueblo salvaje, idólatra y sanguinario, que habita en tiendas, vaga por el desierto, viste taparrabos, se afeita la cabeza y a menudo come carne cruda. Se añade que son hábiles con arcos, cimitarras y hachas, y que continuamente buscan destruir a los nefitas por los cuales sienten un odio inquebrantable. 
Los autores mormones modernos, quienes aceptan como histórica la creencia de que el libro fue escrito en América durante el siglo V a. C., señalan que la crítica de Enós a los lamanitas se basa más en prejuicios que en la palabra de Dios. Los autores ajenos al movimiento de los Santos de los Últimos Días, creen que la descripción de los lamanitas corresponde a los prejuicios del propio José Smith y sus contemporáneos, respecto de los indígenas de América del Norte, especialmente los de las Grandes Llanuras.